# پابلو پینیلوس
پابلو پینیلوس (انگلیسی: Pablo Pinillos؛ زادهٔ ۹ ژوئیهٔ ۱۹۷۴) بازیکن فوتبال اهل اسپانیا است.
از باشگاه‌هایی که در آن بازی کرده‌است می‌توان به باشگاه فوتبال کامپوستلا، باشگاه فوتبال راسینگ سانتاندر، باشگاه فوتبال دپورتیوو لاکرونیا، و باشگاه فوتبال لوانته اشاره کرد.